# Milow (cantante)
Milow, pseudonimo di Jonathan Vandenbroeck (Borgerhout, 14 luglio 1981), è un cantautore belga.

## Biografia
Milow debutta nel 2004 nel concorso Humo's Rock Rally, dove il cantante belga riesce a giungere sino alla finale, ma non ad arrivare fra i primi tre classificati della manifestazione.
Nel 2006, Milow produce il suo primo album The Bigger Picture insieme a Nigel Powell (del gruppo britannico Unbelievable Truth). Nello stesso anno il singolo One of It ottiene una massiccia programmazione dall'emittente radiofonica Studio Brussel.
Il singolo successivo You Don't Know ottiene la terza posizione della Ultratop 50, la classifica ufficiale dei singolo belga. Il quotidiano fiammingo De Standaard realizza un servizio su Milow nell'edizione online della testata, mentre il cantante continua a parlare della propria vita nel suo blog intitolato Off the Record. Il 28 giugno 2007, Milow si esibisce durante il Rock Werchter.
Nel settembre 2008 Milow registra una cover di Ayo Technology, brano originariamente interpretato da 50 Cent, Justin Timberlake e Timbaland. Il video prodotto per Ayo Technology, particolarmente spinto dal punto di vista erotico, ottiene quasi 40 milioni di visite solo su YouTube, amplificando il successo del singolo che raggiunge la prima posizione in Belgio, Paesi Bassi, Svezia, Svizzera e Danimarca. Solo in Germania sono state vendute oltre 300 000 copie del singolo.

## Discografia

### Album studio
- 2006 - The Bigger Picture
- 2008 - Coming of Age
- 2011 - North and South
- 2014 - Silver Linings
- 2016 - Modern Heart
- 2019 - Lean into Me
- 2022 - Nice to Meet You

### Live
- 2009 - Maybe Next Year
- 2012 - From North to South
- 2020 - Dream So Big Eyes Are Wide

### Compilation
- 2009 - Milow

### Singoli
| Anno | Titolo                            | Posizione | Posizione | Posizione | Posizione | Posizione | Posizione | Posizione | Posizione | Posizione | Album                               |
| Anno | Titolo                            | BE        | NL        | GER       | AT        | CH        | SE        | TUR       | UK        | EU        | Album                               |
| ---- | --------------------------------- | --------- | --------- | --------- | --------- | --------- | --------- | --------- | --------- | --------- | ----------------------------------- |
| 2005 | More Familiar                     | -         | -         | -         | -         | -         | -         | -         | -         | -         | (Non-Album)                         |
| 2005 | One of It                         | -         | -         | -         | -         | -         | -         | -         | -         | -         | (Non-Album)                         |
| 2006 | Excuse to Try                     | -         | -         | -         | -         | -         | -         | -         | -         | -         | (Non-Album)                         |
| 2006 | Landslide                         | -         | -         | -         | -         | -         | -         | -         | -         | -         | The Bigger Picture                  |
| 2006 | You Don't Know                    | 3         | 7         | -         | -         | -         | -         | -         | -         | 54        | The Bigger Picture                  |
| 2007 | Dreamers and Renegades            | 24        | -         | -         | -         | -         | -         | -         | -         | -         | The Bigger Picture                  |
| 2008 | The Ride                          | 41        | -         | -         | -         | -         | -         | -         | -         | -         | Coming of Age / Milow (GER, AT, CH) |
| 2008 | Ayo Technology                    | 1         | 1         | 2         | 2         | 1         | 1         | 16        | -         | 1         |                                     |
| 2015 | Mistaken (Sam Feldt Remix)        |           |           |           |           |           |           |           |           |           |                                     |
| 2016 | Howling At the Moon               |           |           |           |           |           |           |           |           |           | Modern Heart                        |
| 2016 | Sur la lune (Howling At the Moon) |           |           |           |           |           |           |           |           |           |                                     |
| 2016 | No No No                          |           |           |           |           |           |           |           |           |           | Modern Heart                        |
| 2016 | No No No (Live in Brussels)       |           |           |           |           |           |           |           |           |           |                                     |
| 2017 | Lonely One                        |           |           |           |           |           |           |           |           |           | Modern Heart                        |
| 2017 | Love Like That Is Easy            |           |           |           |           |           |           |           |           |           | Modern Heart                        |
| 2017 | Summer Days (French Version)      |           |           |           |           |           |           |           |           |           |                                     |
| 2017 | Mistaken (Niklas Ibach Remix)     |           |           |           |           |           |           |           |           |           |                                     |
| 2018 | Lay Your Worry Down               | 28        |           |           |           |           |           |           |           |           |                                     |
| 2019 | Help                              | 49        |           |           |           |           |           |           |           |           | Lean into Me                        |
| 2019 | Laura's Song                      |           |           |           |           |           |           |           |           |           | Lean into Me                        |
| 2019 | Nobody Needs You Like I Do        | 33        |           |           |           |           |           |           |           |           |                                     |

Partecipazione nei singoli di altri artisti
| Anno | Titolo                       | Posizione | Posizione | Posizione | Posizione | Posizione | Posizione | Posizione | Posizione | Posizione | Autori                 |
| Anno | Titolo                       | BE        | NL        | GER       | AT        | CH        | SE        | TUR       | UK        | EU        | Autori                 |
| ---- | ---------------------------- | --------- | --------- | --------- | --------- | --------- | --------- | --------- | --------- | --------- | ---------------------- |
| 2015 | Fortune Cookie (feat. Milow) |           |           |           |           |           |           |           |           |           | Milow, Emma Bale       |
| 2017 | Just Smile (feat. Milow)     |           |           |           |           |           |           |           |           |           | Milow, GAMPER & DADONI |
| 2017 | Summer Days                  |           |           |           |           |           |           |           |           |           | Milow, Sebastian Yatra |

## Premi

### TMF-awards
- Best New Artist National (2007)

### Music Industry Awards
2007
- Best Music Video (2007)
- Best Song (2007) (con la canzone You Don't Know)
- Best New Artist (2007)

2008
- Best Music Video (2008)
- Best Song (2008) (con la canzone Ayo Technology)
- Best Pop (2008)
- Best Male Solo Artist (2008)
- Ultratop Download Award (Most Downloaded Award) (2008)